# Westport (Kentucky)
Westport es un lugar designado por el censo (en inglés, census-designated place, CDP) ubicado en el condado de Oldham, Kentucky, Estados Unidos. Según el censo de 2020, tiene una población de 253 habitantes.
Está situado en la costa del río Ohio, en la frontera con el estado de Indiana. 

## Geografía
La localidad está ubicada en las coordenadas 38°29′30″N 85°28′20″O / 38.49167, -85.47222 (38.491805, -85.47213). Según la Oficina del Censo de los Estados Unidos, tiene una superficie total de 3.87 km², de la cual 2.09 km² corresponden a tierra firme y 1.78 km² es agua.

## Demografía
Según el censo de 2020, hay 253 personas residiendo en la localidad. La densidad de población es de 121.05 hab./km². El 94.47% de los habitantes son blancos, el 0.79% son afroamericanos, el 1.58% son de otras razas y el 3.16% son de una mezcla de razas. Del total de la población, el 1.58% son hispanos o latinos de cualquier raza.